# Hemieuxoa ochrops
Hemieuxoa ochrops là một loài bướm đêm trong họ Noctuidae.